# Heliothela ophideresana
Espèce
Heliothela ophideresana est une espèce de lépidoptères de la famille des Crambidae.
On la trouve en Australie.